# باقر عظیمی
میرزا باقر خان نظم‌الملک با نام خانوادگی عظیمی نماینده خوی، ماکو، مرند و سلماس در مجلس شورای ملی بود.
در انتخاباتی که در نیمه آذر تا پنجم اسفند ۱۳۰۲ در این حوزه انتخابات برگزار شد. میرزا باقرخان نظم‌الملک با کسب ۹۸۳۴ رأی از ۲۲۳۵۸ رأی، به عنوان نماینده مردم در مجلس شورای ملی انتخاب و به مجلس رفت.
باقر عظیمی بعدها در دوران سلطنت رضاشاه به استانداری گیلان رسید.